# 三代目J Soul Brothers LIVE TOUR 2016-2017 "METROPOLIZ"

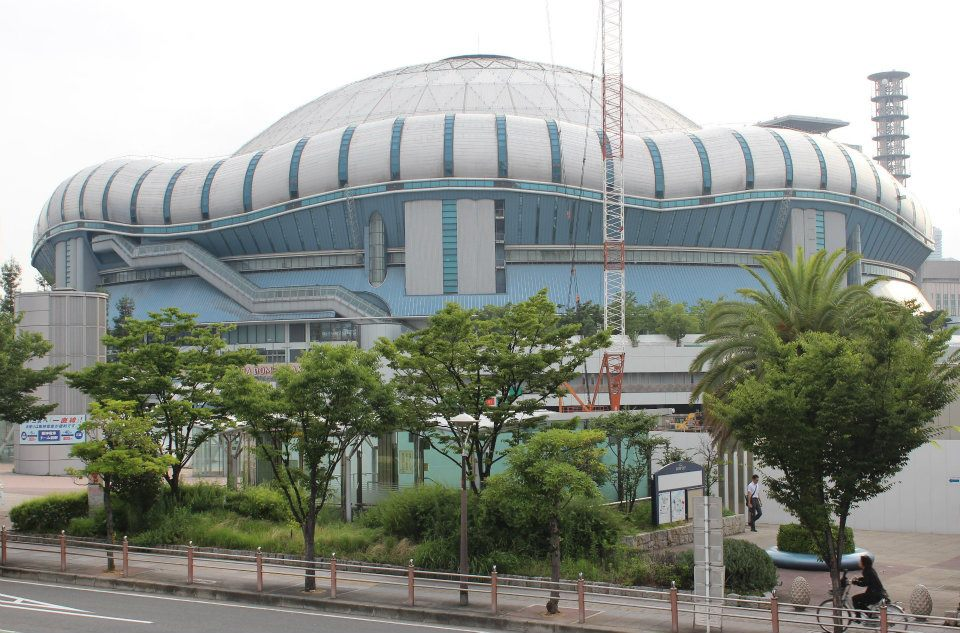
大阪公演の会場となった京セラドーム大阪

『三代目J Soul Brothers LIVE TOUR 2016-2017 "METROPOLIZ"』（さんだいめジェイ ソウル ブラザーズ ライブ ツアー にせんじゅうろく- にせんじゅうなな メトロポリス）は、三代目 J Soul Brothers from EXILE TRIBEの通算4作目のライブビデオである。2017年12月13日にrhythm zoneから発売された。

## 概要
- 2016年11月から2017年8月にわたり、全国5会場25公演、自身2度目の5大ドーム・ツアー『三代目J Soul Brothers LIVE TOUR 2016-2017 "METROPOLIZ"』から、2017年2月17日 - 19日に開催した、京セラドーム大阪公演の模様を収録[4]。
- DVD2枚組、Blu-ray Disc2枚組の2形態での発売。初回限定生産盤は、スペシャル三方背ケース仕様で、100ページにおよぶ完全撮り下ろしによるライブ＆舞台裏写真などが満載の超豪華スペシャルフォトブック付。
- 今作にドキュメントムービーは未収録。次作の『UNKNOWN METROPOLIZ』において収録される。
- 22枚目のシングル「J.S.B. HAPPINESS」との同時リリース。
- サポートメンバーとしてPKCZ®もライブに参加している。

## チャート成績
- 2017年12月25日付の週間オリコンチャートで DVDが16.3万枚、BDが5.9万枚をそれぞれ売り上げ、DVD総合(音楽)とBD総合(音楽)の初登場1位を獲得した。音楽DVDとBDの売上を合算した総合ミュージック映像ランキングでも、合算売上22.3万枚で1位を獲得し、映像ランキング3冠を達成した。同グループの音楽映像作品3冠は、2014年7月7日付で記録した『三代目J Soul Brothers LIVE TOUR 2014 “BLUE IMPACT”』に次いで、通算2度目[5]。
- 第32回日本ゴールドディスク大賞で、ベスト・ミュージック・ビデオを受賞。3作連続通算3作目の受賞。

## 収録内容

### DISC-1
- Welcome to TOKYO
- Summer Madness feat. Afrojack
- R.Y.U.S.E.I.
- BREAK OF DAWN
- STORM RIDERS feat. SLASH
- J.S.B. DREAM
- Feel So Alive
- S.A.K.U.R.A.
- Dream Girl
- 花火
- Unfair World
- 空に住む〜Living in your sky〜
- Beautiful Life
- BRIGHT
- HAPPY

### DISC-2
- Over & Over
- CHAIN BREAKER
- NEOTOKYO
- Share The Love
- (YOU SHINE) THE WORLD
- Waking Me Up
- Eeny, meeny, miny, moe!
- LET'S PARTY
- 銀河鉄道999(三代目 J Soul Brothers ver.)
- 君の瞳に恋してる-Can't Take My Eyes Off You-
- O.R.I.O.N.

[ENCORE/アンコール]
- J.S.B. LOVE
- Born in the EXILE